# 加大肋纳门

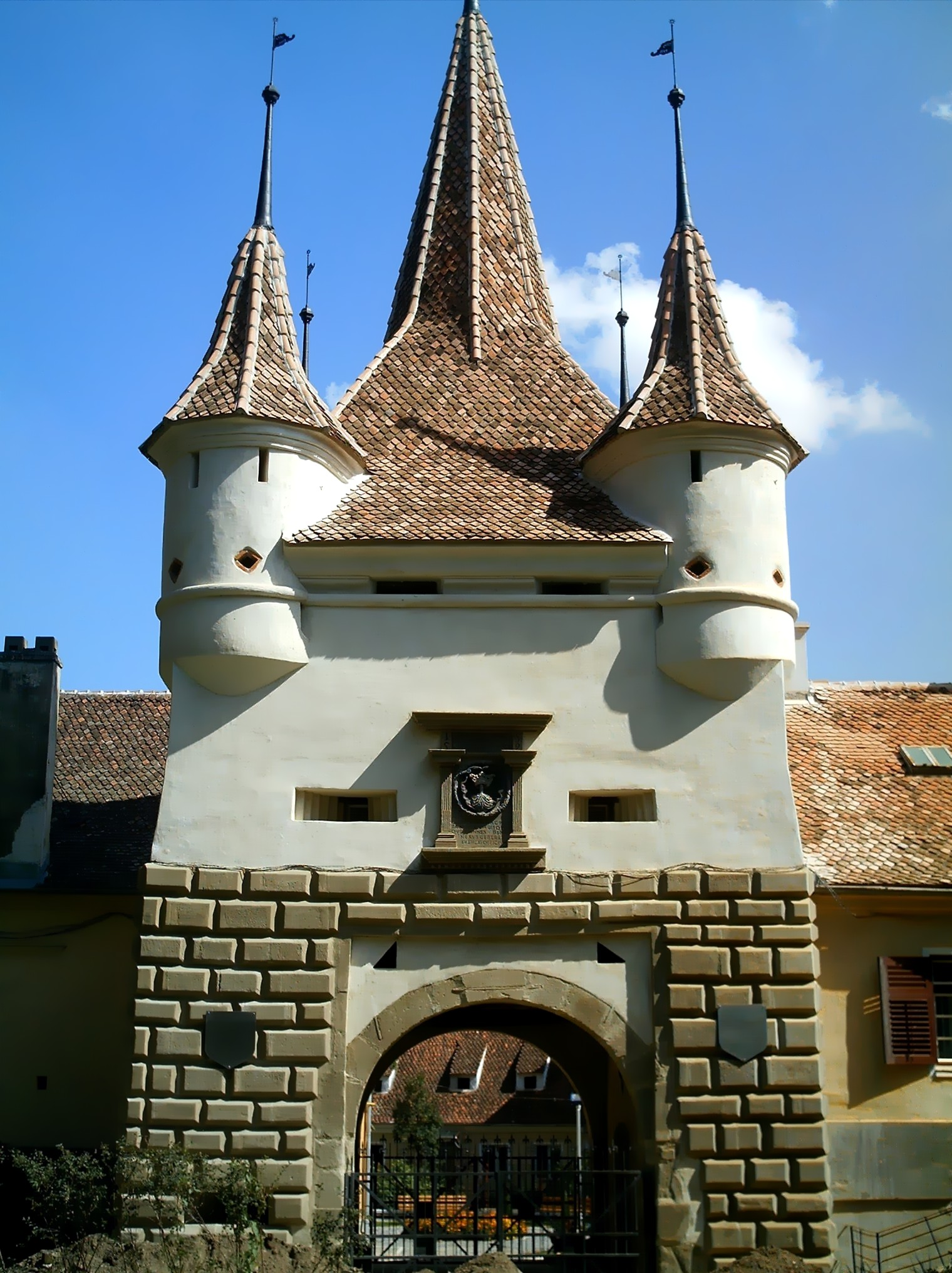
加大肋纳门

加大肋纳门（羅馬尼亞語：Poarta Ecaterinei）位于罗马尼亚布拉索夫，由裁缝行会建于1559年，用于防御目的，以取代1526年被洪水摧毁的旧城门。它得名于从前位于此处的圣加大肋纳修道院。它是唯一从中世纪时代幸存下来的城门。事实上，这只是原城门的一部分，木结构部分已经于1827年被拆除。原来的建筑模型可以在织工堡垒里展示的1600年布拉索夫模型看到。
加大肋纳门曾是唯一准许罗马尼亚人进出城的城门。他们不允许进出其他四个城门。在13至17世纪，撒克逊人统治期间，禁止罗马尼亚人在城墙内拥有财产，他们只能住在城墙外的Şcheii。罗马尼亚人只能在特定的时候进城，必须在此门缴纳费用，才获准在城墙内销售他们的产品。
四个小角塔（也见于其他特兰西瓦尼亚城镇），象征该市拥有司法自主权，判处死刑的权力。入口上方是城市的纹章：橡木树干和树根。
目前这里是一个博物馆。